# Никитюк, Роман Фёдорович
Рома́н Фёдорович Никитю́к (укр. Роман Федорович Никитюк; род. 9 сентября 1993, Луцк) — украинский футболист, защитник.

## Игровая карьера
Воспитанник луцкой «Волыни», за которую играл в ДЮФЛ с 2006 по 2010 годы. С 2010 года привлекался к матчам юношеской и молодёжной команд луцкой команды. В Премьер-лиге дебютировал 20 апреля 2014 года в игре против луганской «Зари», заменив на 71 минуте Ванче Шикова. В одном из эпизодов матча сумел предотвратить опасный удар бразильского нападающего Данило. В сезоне 2013/14 сыграл ещё один матч за основу против донецкого «Шахтёра».

## Достижения
«Минай»
- Победитель Первой лиги Украины: 2019/20 (2-я ч. с.)

«Рух»
- Серебряный призёр Первой лиги Украины: 2019/20 (1-я ч. с.)